# 見奈良駅
見奈良駅（みならえき）は、愛媛県東温市にある、伊予鉄道横河原線の駅である。駅番号はIY22。

## 歴史
- 1938年（昭和13年）9月4日：開業。
- 1981年（昭和56年）7月20日：愛大医学部南口駅の開業に伴い、松山市方に100メートル移転。

## 駅構造
島式ホーム1面2線を持つ交換可能駅であり、有人駅である。改札はホームの横河原駅寄りにある。

### のりば
| 番線 | 路線      | 行先                   |
| ---- | --------- | ---------------------- |
| 1    | ■横河原線 | 梅本・久米・松山市方面 |
| 2    | ■横河原線 | 横河原方面             |

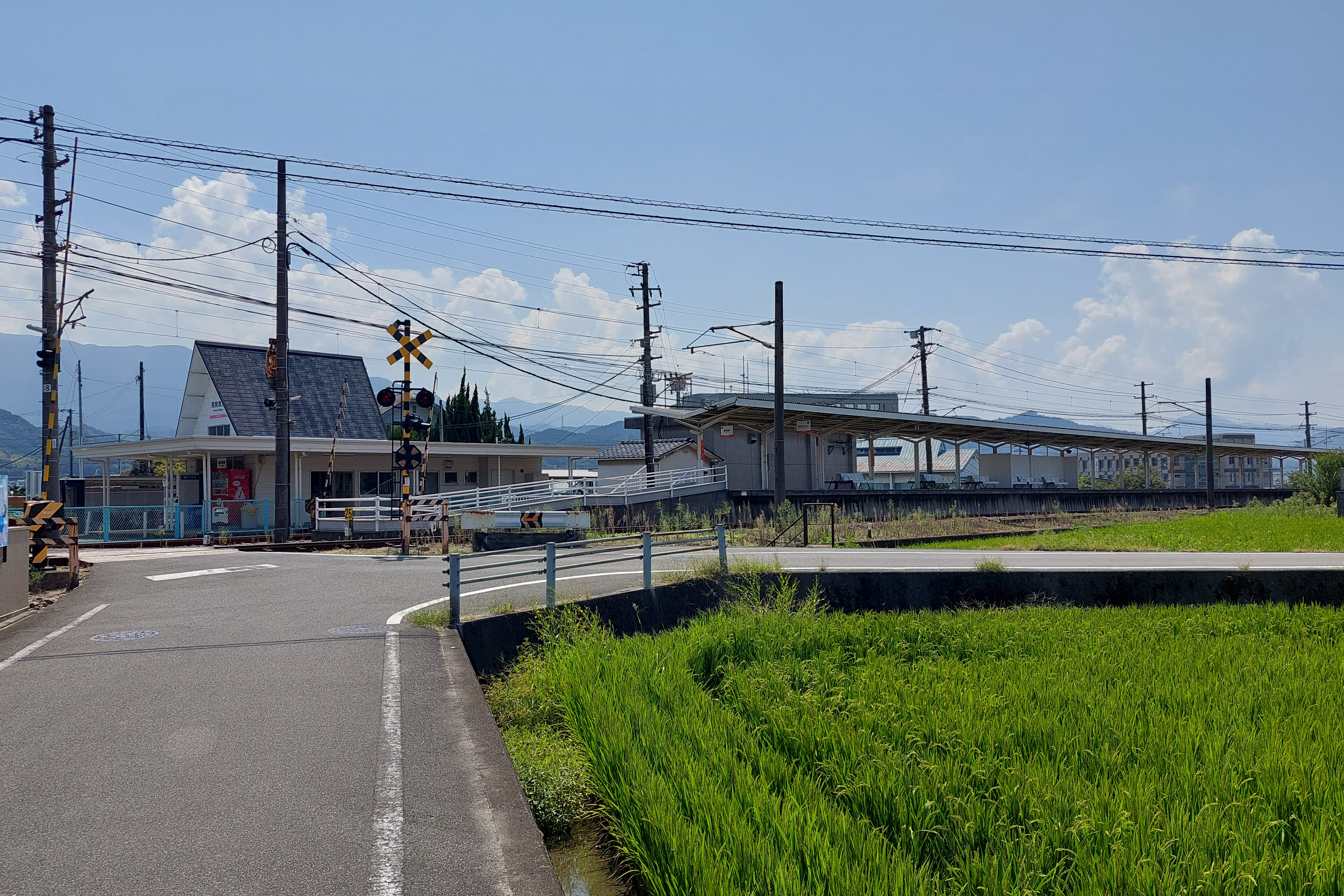
全景（2024年9月）
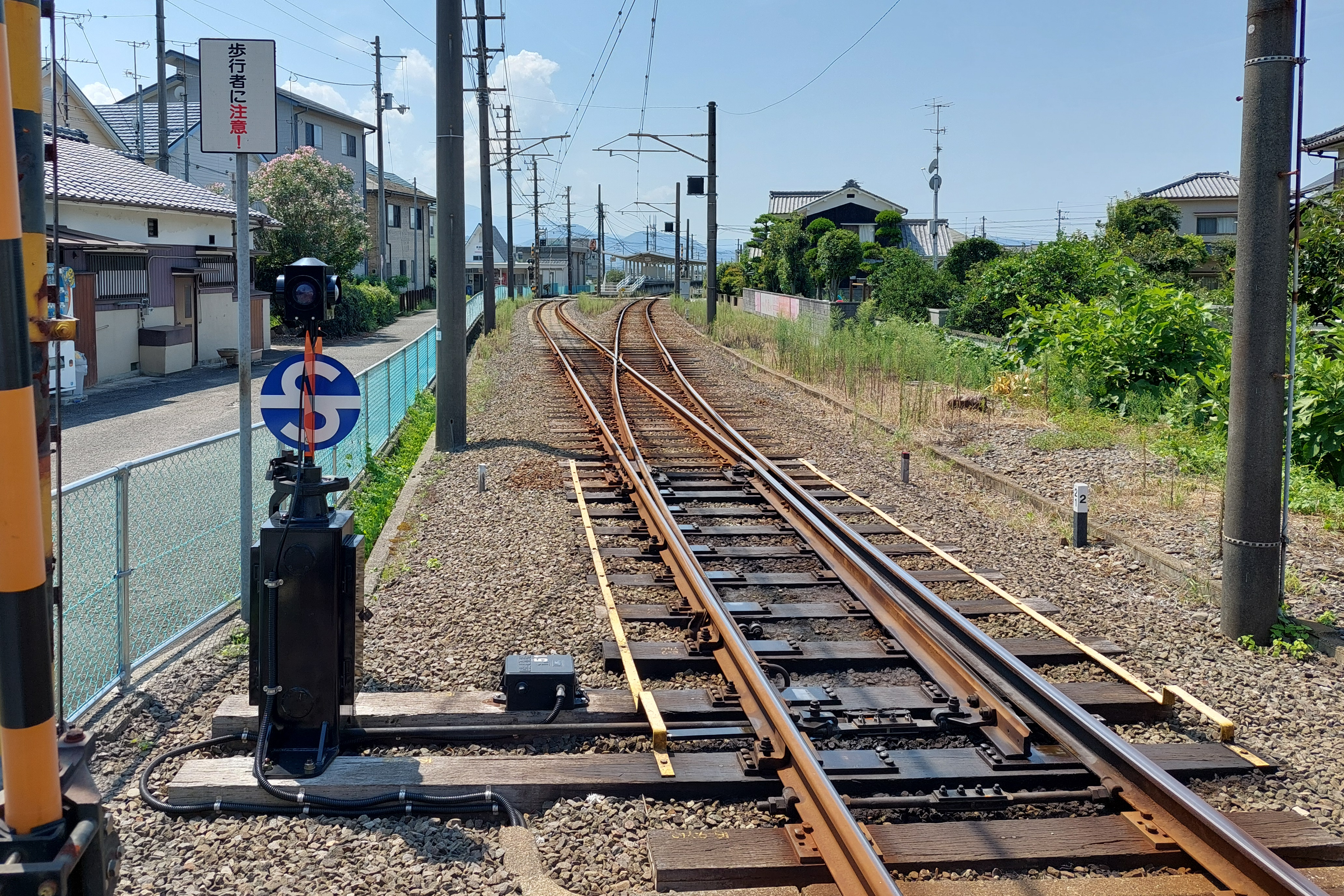
東側（2024年9月）
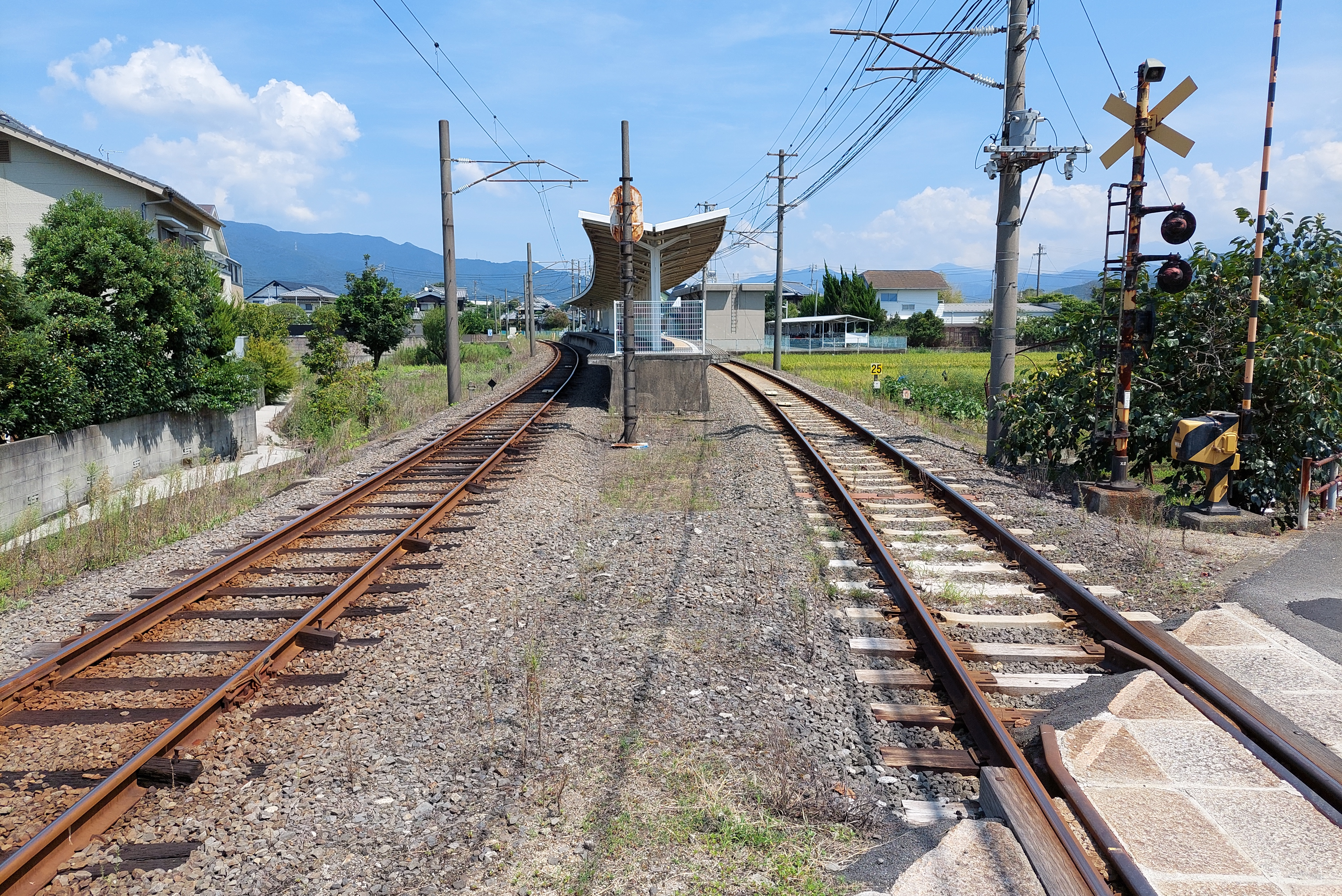
西側（2024年9月）
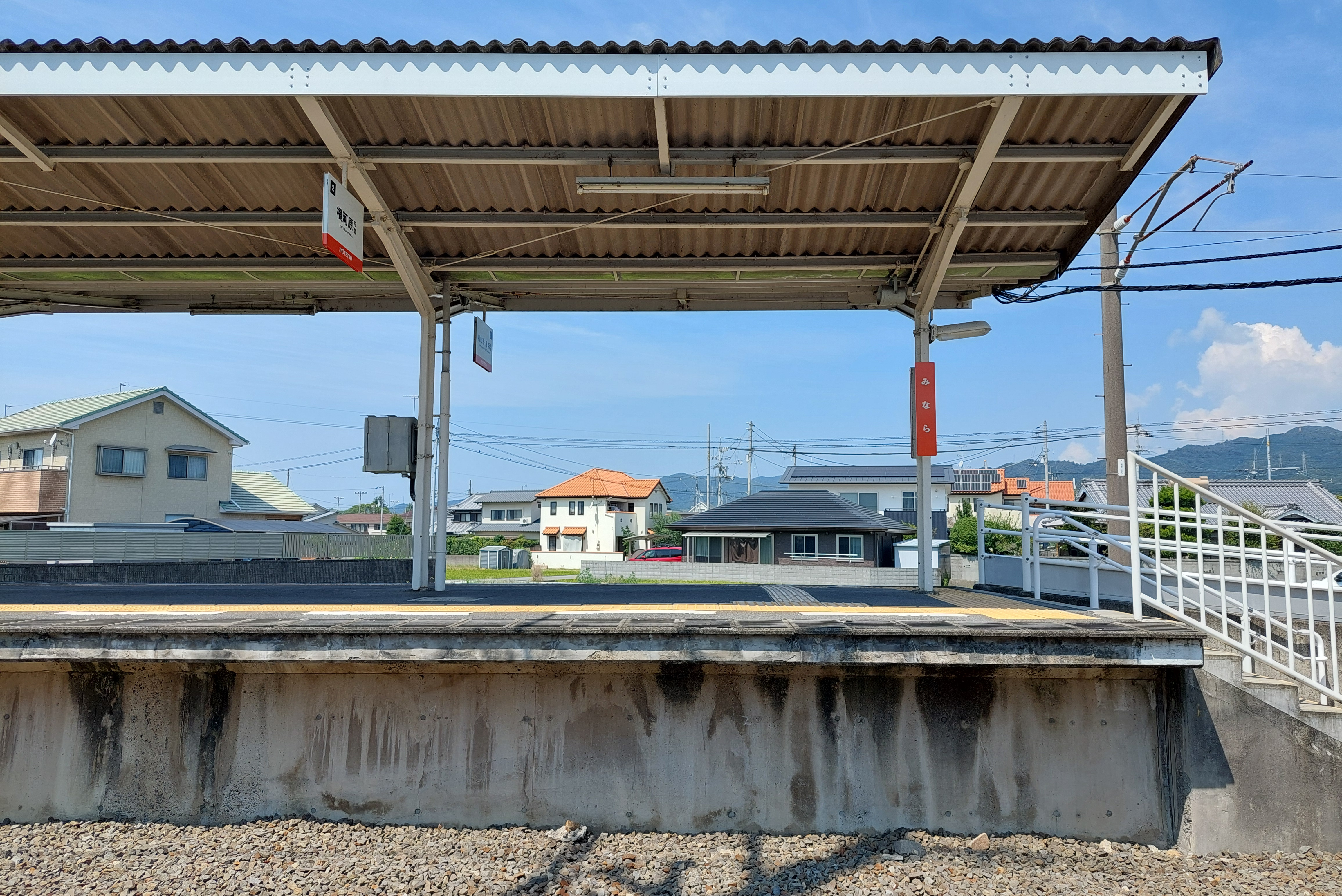
ホーム（2024年9月）

## 駅周辺
- 東温市役所
- 愛媛県立東温高等学校
- 東温市立重信中学校
- 愛媛県立しげのぶ特別支援学校
- 愛媛県立みなら特別支援学校
- 東温市立図書館 / 東温市立民俗資料館
- レスパスシティ
- 松山刑務所
- フジ 見奈良店
- 愛媛県道193号森松重信線
- 伊予鉄バス「見奈良口」停留所

## 隣の駅
伊予鉄道
■横河原線
田窪駅 (IY21) - 見奈良駅 (IY22) - 愛大医学部南口駅 (IY23)